# Emmanuel Coste

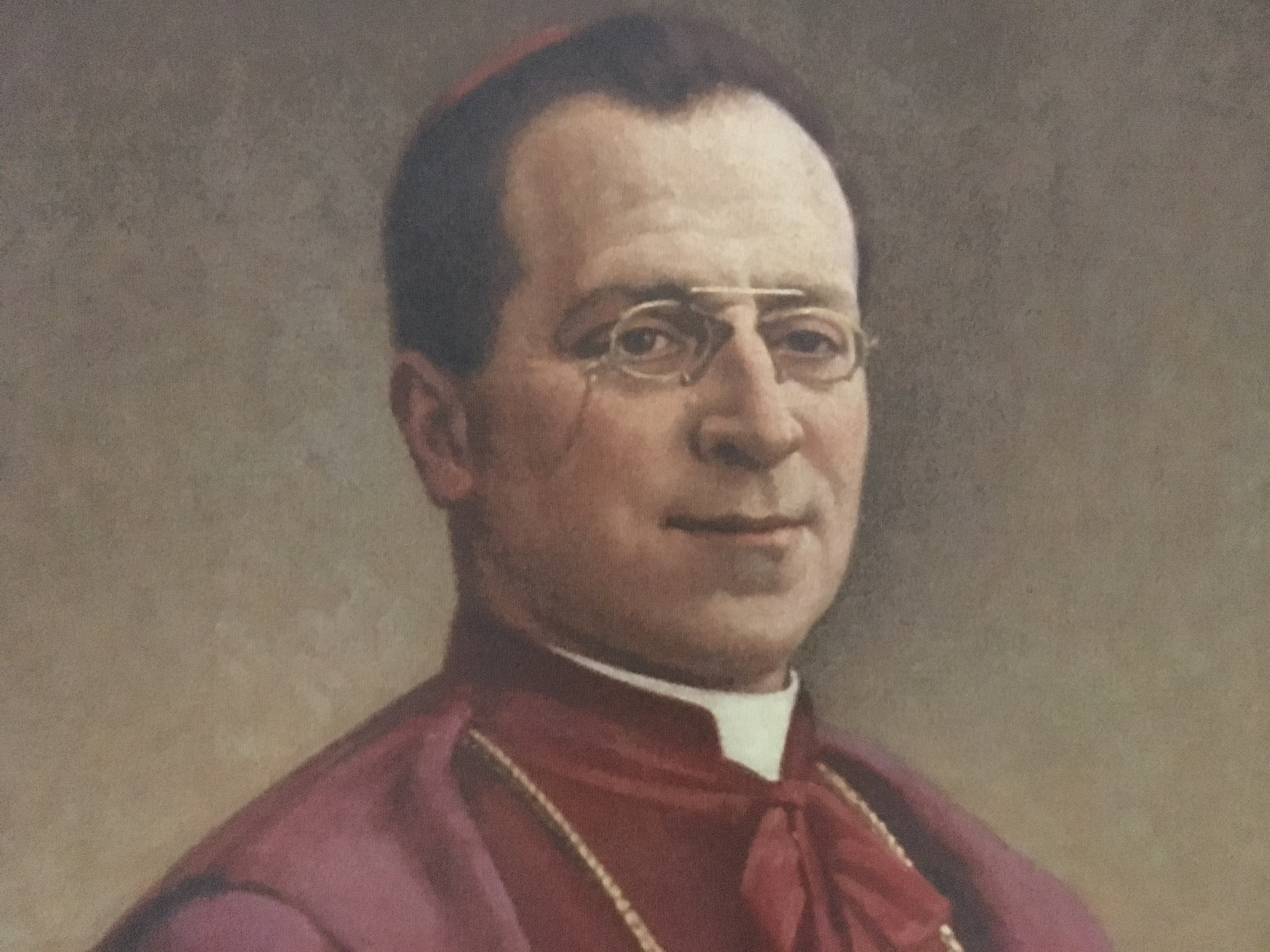
Erzbischof Emmanuel Coste

Emmanuel Coste (* 17. April 1873 in Narbonne; † 18. Januar 1934 in Aix-en-Provence) war ein französischer römisch-katholischer Geistlicher und Erzbischof.

## Leben
Emmanuel Coste wuchs als Sohn eines katholisch engagierten Vaters in Béziers auf. Er besuchte das Jesuitenkolleg Saint-Louis-de-Gonzague in Montpellier, studierte an der Universität Montpellier drei Jahre Rechtswissenschaft und schloss mit der Licence ab. Dann schwenkte er auf Theologie um, studierte ab 1894 in Rom und wurde 1898 zum Priester geweiht. Er unterrichtete Philosophie am Jesuitenkolleg Collège de la Trinité in Béziers und gründete 1901 zusammen mit dem Jesuitenpater Joseph Delbrel (1856–1927) zur Belebung der Priesterberufungen die Zeitschrift Le recrutement sacerdotal, die bis 1954 bestand (und bis 1964 unter dem Titel Vocations sacerdotales et religieuses weitergeführt wurde). Von 1908 bis 1922 war er Pfarrer der Kirche Immaculée Conception in Béziers. Dann berief ihn Bischof René-Pierre Mignen von Montpellier zum Generalvikar. Nach drei Jahren wurde er 1925 zum Koadjutor des Bischofs Paul-Félix Beuvain de Beauséjour von Carcassonne (und zum Titularbischof von Flaviopolis) berufen. Am 5. April 1930 wechselte er auf den Bischofssitz von Carcassonne und am 28. Juli 1931 auf den Sitz des Erzbischofs von Aix-en-Provence. Dort ereilte ihn nach zweieinhalb Jahren Wirkens sechzigjährig ein plötzlicher Tod. Sein Grab befindet sich in der Kathedrale von Aix-en-Provence.
Er war seit 1933 Ehrendomherr des Bistums Fréjus-Toulon.

## Veröffentlichungen (Auswahl)
- Qu’est-ce que le miracle ? Analyse de sa notion, ses éléments constitutifs. Bloud et Barral, Paris 1900.